# Biegg olmai
Biegg olmai, "Vindmannen", var en gudom i samisk religion. Han var vindarnas gud, som förorsakade vinden. 
Han befallde vindarna och ordnade storm. Med sin spade skyfflade han sedan undan vindarna när stormen var över. En spade användes ofta som tillfällig 'seite' när man offrade till Biegg olmai.
Hans namn är snarlikt stormguden Bieggagallis, solens make; Bieggolman, sommarvindarnas gud, och Biegkegaellies, vintervindarnas gud. Den samiska religionen skiftade något mellan olika regioner och stammar, vilket gjorde att gudarna kunde överlappa och att en gud delades i flera eller flera kombinerades i en. 